# Gornje Dobrevo
Miradi e Epërme en albanais et Gornje Dobrevo en serbe latin (en serbe cyrillique : Горње Добрево) est une localité du Kosovo située dans la commune/municipalité de Fushë Kosovë/Kosovo Polje, district de Pristina (Kosovo) ou district de Kosovo (Serbie). Selon le recensement kosovar de 2011, elle compte 1 424 habitants.

## Histoire
Sur le territoire du village se trouve le site de Latkavica, dont les vestiges remontent à l'âge du bronze et à la période romaine ; mentionné par l'Académie serbe des sciences et des arts, il est inscrit sur la liste des monuments culturels du Kosovo.

## Démographie

### Évolution historique de la population dans la localité
| 1948 | 1953 | 1961 | 1971  | 1981  | 1991  | 2011  |
| ---- | ---- | ---- | ----- | ----- | ----- | ----- |
| 565  | 612  | 778  | 1 130 | 1 340 | 1 568 | 1 424 |

|  |

### Répartition de la population par nationalités (2011)
En 2011, les Albanais représentaient 99,51 % de la population.